# F/X: The Series
F/X: The Series fue una serie de televisión basada en la película F/X, protagonizada por Cameron Daddo, Christina Cox, Kevin Dobson (en la primera temporada), Jacqueline Torres (a partir de la segunda temporada), Carrie-Anne Moss y Blicker Jason. Consta de 40 episodios rodados entre 1996 y 1998.
Gran parte, casi la totalidad, de la serie fue filmada en Toronto, Ontario en Canadá -aunque algunas escenas simulaban ser Nueva York-. La secuencia de apertura finaliza con un equipo de televisión en los camiones de carga en primer plano, y un anuncio enorme (pintado en la parte trasera de un edificio) para El fantasma de la ópera, producción teatral la cual se presenta en Toronto seguidamente.

## Premisa
El espectáculo se centra en Rollie Tyler (Cameron Daddo), un experto en efectos especiales de Nueva York, que asiste a un detective de la policía neoyorquina Leo McCarthy (Kevin Dobson) en la captura de los criminales. En la segunda temporada, el personaje de Dobson es asesinado y reemplazado por Mira Sánchez (Jacqueline Torres).

## Lanzamientos de DVD
Alliance Home Entertainment ha publicado la serie completa en DVD en la región 1 (Canadá y Estados Unidos).
En la región 2, Cinema Club lanzó la primera temporada en DVD en el Reino Unido el 27 de marzo de 2006.
| Nombre del DVD | Ep# | Región 1 (CAN)           | Región 2 (Reino Unido) |
| -------------- | --- | ------------------------ | ---------------------- |
| Temporada 1    | 22  | 28 de septiembre de 2010 | 27 de marzo de 2006    |
| Temporada 2    | 18  | 26 de octubre de 2010    | TBA                    |